# Fernando Arodi Vega
Fernando Arodi Vega Félix (* 19. Februar 1998) ist ein mexikanischer Leichtathlet, der sich auf den 400-Meter-Hürdenlauf spezialisiert hat.

## Sportliche Laufbahn
Erste internationale Erfahrungen sammelte Fernando Arodi Vega im Jahr 2014 bei den U18-Zentralamerika und Karibikmeisterschaften in Morelia, bei denen er in 55,72 s den fünften Platz belegte. Im Jahr darauf nahm er an den Jugendweltmeisterschaften in Cali teil, schied dort aber mit 54,27 s in der ersten Runde aus. 2017 gewann er dann bei den Panamerikanischen-U20-Meisterschaften in Trujillo in 49,96 s die Silbermedaille und 2018 wurde er bei den Zentralamerika- und Karibikspielen in Barranquilla in 49,85 s Fünfter. Im Jahr darauf nahm er erstmals an der Sommer-Universiade in Neapel teil und belegte dort mit neuem mexikanischem Rekord von 49,32 s den fünften Platz und siegte mit der mexikanischen 4-mal-400-Meter-Staffel in 3:02,89 min. Zudem qualifizierte er sich erstmals für die Weltmeisterschaften in Doha, bei denen er das Halbfinale erreichte, in dem er mit 49,96 s ausschied.
2019 wurde Vega mexikanischer Meister im 400-Meter-Hürdenlauf. Er ist Student am Instituto Tecnológico y de Estudios Superiores de Monterrey.

## Persönliche Bestleistungen
- 400 m Hürden: 49,32 s, 11. Juli 2019 in Neapel (mexikanischer Rekord)